# 블랙베리 (기업)
블랙베리 리미티드(영어: BlackBerry Limited)는 캐나다의 휴대전화 제조회사이다. 2013년에 현재의 이름으로 바꾸기 전까지 리서치 인 모션(Research In Motion Limited, RIM)이라는 이름을 사용했다. 2008년에는 2/4분기 기준 가입자 수 1,900만 명을 넘어 미국의 스마트폰 시장 점유율 1위를 자랑하기도 했으나 그 후 애플과 삼성전자에 의해 꾸준히 점유율이 떨어졌다. 블랙베리는 전 세계 휴대전화 점유율 1.1%(13.2.8. 기준)로 하락했다. 이는 윈도폰보다 못한 수준이다.
2016년 12월부터 블랙베리는 스마트폰 생산을 중단하고 2013년에 야심차게 발표한 블랙베리 10을 더 이상 개발하지 않을 것을 공표하였다. 그리고 중국 TCL 커뮤니케이션에 글로벌 브랜드 사용권을 라이센싱하는 계약을 체결하였다. 그러나 TCL과의 계약은 2020년 8월 31일에 만료된다.

## 재정
| 회계 연도 | 판매 (100만 $) | 운영 소득 (100만 $) | 순수익 (100만 $) | 활동 블랙베리 구독자 |
| --------- | -------------- | ------------------- | ---------------- | -------------------- |
| 1999      | 47             | 4.8                 | 6.4              |                      |
| 2000      | 84             | 10                  | 10               |                      |
| 2001      | 221            | (4.6)               | (6.2)            |                      |
| 2002      | 294            | (58)                | (28)             |                      |
| 2003      | 307            | (64)                | (149)            | 534,000              |
| 2004      | 595            | 78                  | 52               | 1,069,000            |
| 2005      | 1,350          | 386                 | 206              | 2,510,000            |
| 2006      | 2,066          | 617                 | 375              | 4,900,000            |
| 2007      | 3,037          | 807                 | 632              | 8,000,000            |
| 2008      | 6,009          | 1,731               | 1,294            | 14,000,000           |
| 2009      | 11,065         | 2,722               | 1,893            | 25,000,000           |
| 2010      | 14,953         | 3,507               | 2,457            | 41,000,000           |
| 2011      | 19,907         | 4,739               | 3,444            | 70,000,000           |
| 2012      | 18,423         | 1,497               | 1,164            | 77,000,000           |
| 2013      | 11,073         | (1,235)             | (646)            | 79,000,000           |
| 2014      | 6,813          | (7,163)             | (5,873)          | 69,000,000           |
| 2015      | 3,335          | (423)               | (304)            | 46,000,000           |
| 2016      | 2,160          | (223)               | (208)            |                      |
| 2017      | 1,309          | (1,181)             | (1,206)          |                      |
| 2018      | 932            | 283                 | 405              |                      |
| 2019      | 904            | 60                  | 93               |                      |
| 2020      | 1,040          | (149)               | (152)            |                      |

## 같이 보기
- 나라별 휴대 전화 제조사 목록
- 블랙베리 (스마트폰)